# Рабочая мысль
«Рабочая мысль» — политическая газета, печатный орган социал-демократического течения — «экономизма». Выходила с октября 1897 года по декабрь 1902 года. Издавалась сначала в России, первые два номера печатались на мимеографе в Санкт-Петербурге, потом за границей в Берлине (№ 3—11), Варшаве (№ 12—15), Женеве (№ 16). Всего вышло 16 номеров. Членами редколлегии были К. А. Кок, Н. Н. Лохов-Ольхин, К. М. Тахтарёв, В. П. Иваншин, А. А. Якубова и др. Политическое направление «Рабочей мысли» было обозначено в первом номере газеты. Во главу угла ставились задачи борьбы рабочего класса за свои экономические интересы, для чего пропагандировалась идея создания легальных организаций рабочих.